# Negro Matapacos

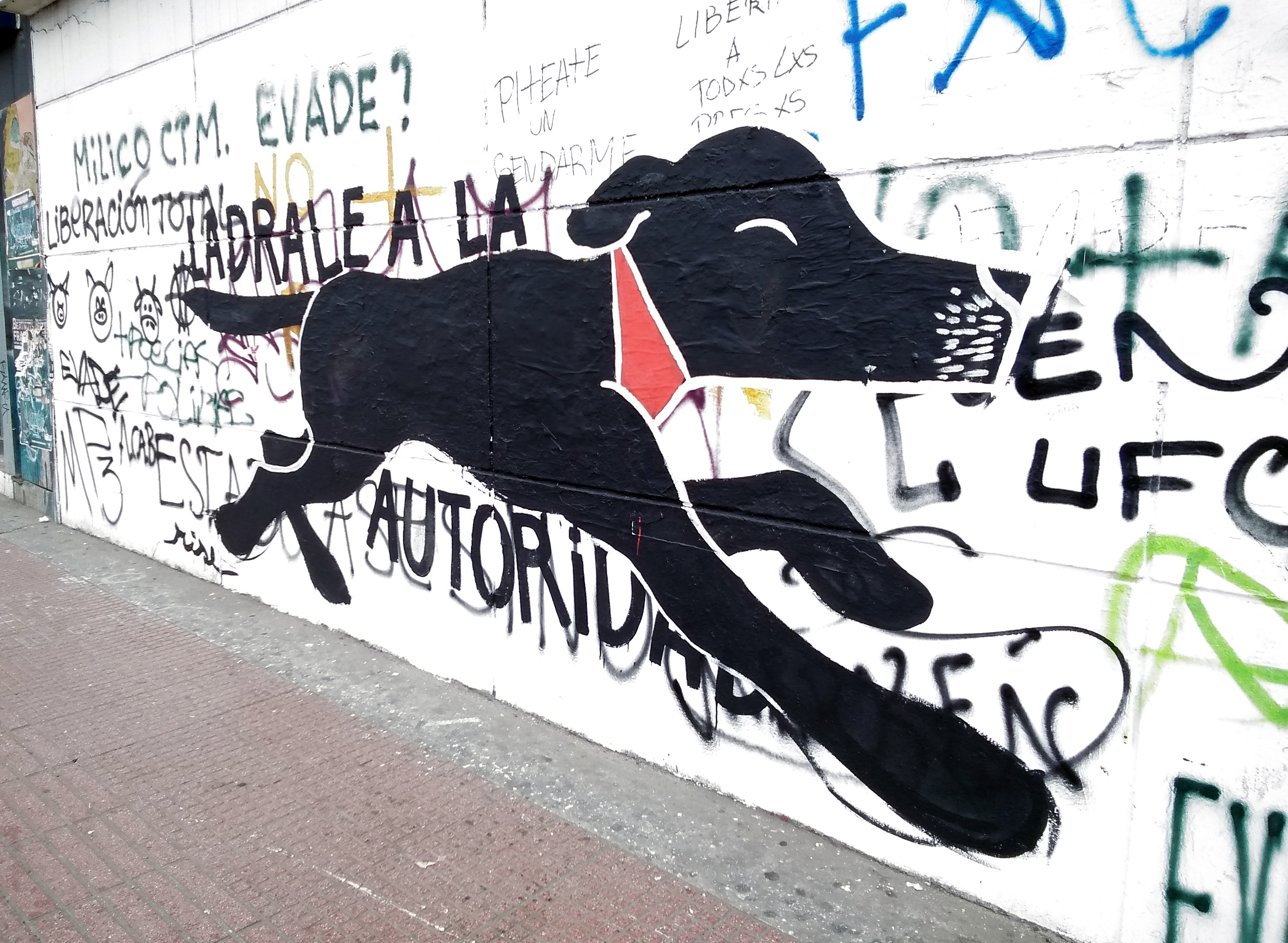
Wandbild von Negro Matapacos

Negro Matapacos, zu Deutsch in etwa „Schwarzer Bullenkiller“ († 26. August 2017) war ein chilenischer Hund, der durch seine Teilnahme an den Studentenprotesten 2011/2012 in Santiago de Chile bekannt wurde. Zu seinen Merkmalen gehörten sein schwarzes Fell und der rote Schal, den er an seinen Hals gebunden trug.

## Leben
Der Hund wurde in Universitätskreisen in Santiago bekannt, vor allem an den Universitäten von Santiago (Usach), Tecnológica Metropolitana (UTEM) und Central (Ucen). Während der Studentenproteste 2011 wurde der Hund dafür bekannt, dass er an Straßenprotesten teilnahm, bei denen Mitglieder der chilenischen Carabineros angegriffen wurden, und so Sympathie bei den Demonstrierenden gewann. Der Hund nahm an zahlreichen Protesten teil, sodass seine Fans ihn oft fotografierten und unter anderem auch ein Facebook-Profil für ihn einrichteten.
Obwohl der Hund als Straßenhund galt, stand Negro Matapacos trotz seiner Anwesenheit an verschiedenen Universitätscampus und Straßen von Santiago unter der Obhut von María Campos, die ihn 2009 adoptierte und fütterte, ein Bett für ihn in ihrer Wohnung hatte, ihm regelmäßig frische Halstücher umband und auch regelmäßig beim Verlassen des Hauses segnete. Nach seiner Teilnahme an Straßendemonstrationen nannten ihn mehrere Medien auch den „chilenischen Loukanikos“, wegen seiner Ähnlichkeiten mit dem Hund, der bei Protesten in Griechenland zwischen 2010 und 2012 berühmt wurde.
Negro Matapacos verstarb am 26. August 2017 an natürlichen Ursachen bei Anwesenheit von Tierärzten und seiner Betreuerin. Mehrere Quellen berichten, dass er zum Zeitpunkt seines Todes  32 Welpen mit 6 verschiedenen Hündinnen hinterlassen hatte.

## Rezeption

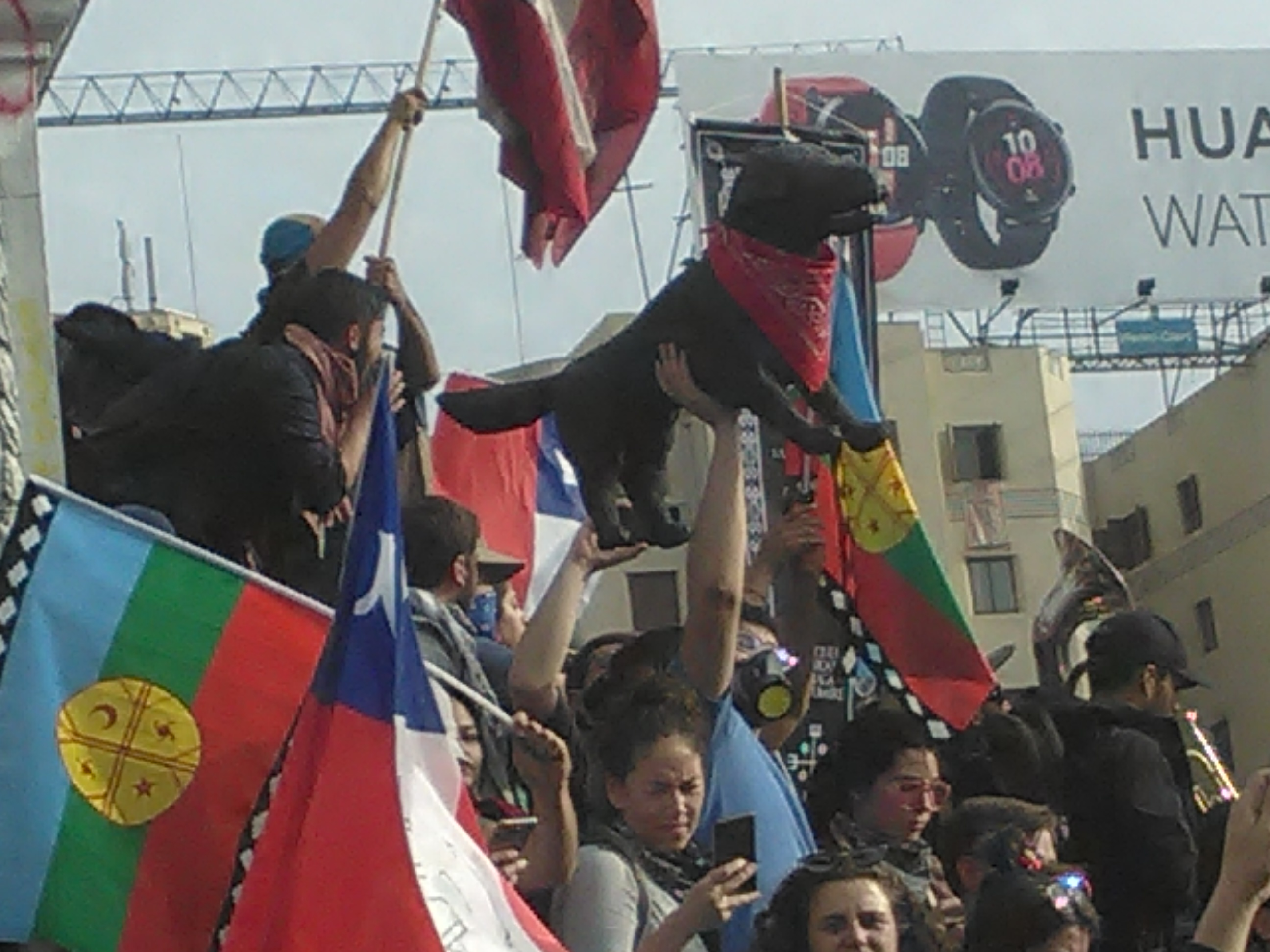
Pappmaché-Figur von Negro Matapacos bei den Protesten 2019

Im Dezember 2013 wurde der Dokumentarfilm Matapaco ausgestrahlt, der von Víctor Ramírez, Carolina García, Nayareth Nain, Francisco Millán und Sergio Medel von EnMarcha Films gedreht wurde und beim Filmfestival Santo Tomás de Viña del Mar den Preis für den besten Dokumentarfilm erhielt.
Während der Proteste in Chile 2019 wurde das Bild von Negro Matapacos erneut bekannt, weil er bei Straßendemonstrationen auf verschiedenen Postern, Aufklebern, Wandmalereien, aber auch in Form von Pappmaché-Skulpturen in Erscheinung trat. Es gab Forderungen eine Statue des Hundes an einem öffentlichen Ort zu installieren.